# Associació de la Premsa de Madrid
L'Associació de la Premsa de Madrid (APM) és una associació professional de periodistes de la Comunitat de Madrid (Espanya). Creada el 31 de maig de 1895, els seus objectius bàsics són la defensa de les llibertats d'informació i expressió, la promoció del bon exercici professional del periodisme i la preocupació pel benestar dels seus socis, segons resen els seus Estatuts.
Actualment, la APM és la major associació de periodistes de l'Estat. l seu actual president (2019) és el periodista Juan Caño. L'Associació de la Premsa de Madrid és membre fundador de la Federació d'Associacions de Periodistes d'Espanya (FAPE).